# Josep Grau
Josep Grau was de 118de president van de Generalitat de Catalunya in Catalonië, van 1706 tot 1707, tijdens de Spaanse Successieoorlog. Hij was doctor iuris en deken van het kapittel van Solsona.
Hij werd pas aangesteld op 18 november 1706, veertien maanden nadat zijn voorganger overleden was tijdens het Beleg van Barcelona in 1706. Hij was overgangspresident tijdens een korte wapenstilstand na de opheffing van het beleg, terwijl de geallieerde troepen onder leiding van Karel VI naar Zaragoza en Madrid optrokken. Zijn mandaat duurde amper zes maanden. Hij werd een paar maanden na de Slag van Almansa opgevolgd door Manuel de Copons.